# Hirnyk Kryvy Rih
Hirnyk Kryvy Rih (Oekraïens: Гірник Кривий Ріг, Russisch: Горняк Кривой Рог, Gornjak Krivoj Rog) was een Oekraïense voetbalclub uit Kryvy Rih.

## Geschiedenis
De geschiedenis van de club dateert terug tot 1925, maar het huidige team kwam pas tot stand in 2001. Na enkele jaren in de vierde klasse promoveerde de club in 2004 naar de derde klasse. Na een aantal jaren middenmoot eindigde de club een aantal keren in de subtop en in 2014 promoveerde de club naar de Persja Liha, de tweede klasse. Door het verdwijnen van Kryvbas Kryvy Rih werd Hirnyk nu de eerste club van de stad. Na een negende plaats in 2015 werd de club zesde in 2016. Na dit seizoen trok de club zich terug uit het profvoetbal en stelde het volgende seizoen geen team op. In 2017 begon de club terug in de vierde klasse en dwong promotie af naar de Droeha Liha. De club werd in 2020 opgekocht en omgebouwd tot voortzetting van Kryvbas Kryvy Rih.